# Persone di nome Bianca
| Questa pagina contiene informazioni ricavate automaticamente dalle voci biografiche con l'ausilio del template Bio e di un bot. L'aggiornamento è periodico e automatico e ricostruisce completamente la pagina. Se manca una persona in questa lista, sei pregato di non aggiungerla, ma accertati piuttosto che la sua voce biografica contenga il template Bio e che i dati anagrafici siano correttamente compilati. Se il template Bio manca, inseriscilo tu stesso o, in alternativa, metti l'avviso {{tmp\|Bio}} che ne segnala la mancanza. Se i dati riportati sono sbagliati, correggi direttamente la voce biografica; le modifiche saranno visibili in questa lista entro pochi giorni. Per chiarimenti vedi il progetto antroponimi. La lista contiene solo le 146 persone che sono citate nell'enciclopedia e per le quali è stato implementato correttamente il template Bio. Pagina aggiornata al 6 ago 2025. |

Questa è una lista di persone presenti nell'enciclopedia che hanno il nome Bianca, suddivise per attività principale.

## Antropologhe(1)
- Bianca Williams, antropologa, saggista e attivista statunitense (n. 1980)

## Astronome(1)
- Bianca Poggianti, astronoma italiana (Pisa, n. 1967)

## Attiviste(1)
- Bianca Pomeranzi, attivista e saggista italiana (Arezzo, n. 1950 - Roma, † 2023)

## Attrici(23)
- Bianca Bai, attrice e modella taiwanese (Taiwan, n. 1982)
- Bianca Bin, attrice brasiliana (Jundiaí, n. 1990)
- Bianca Castanho, attrice brasiliana (Santa Maria, n. 1979)
- Bianca Chiminello, attrice e modella australiana (Melbourne, n. 1976)
- Bianca Comparato, attrice brasiliana (Rio de Janeiro, n. 1985)
- Bianca Della Corte, attrice italiana (Napoli, n. 1917 - Parigi, † 2006)
- Bianca Doria, attrice italiana (San Gregorio nelle Alpi, n. 1915 - Grand Rapids, † 1985)
- Bianca Maria Fabbri, attrice italiana
- Bianca Maria Fusari, attrice italiana (Roma, n. 1932)
- Bianca Galvan, attrice italiana
- Bianca Guaccero, attrice e conduttrice televisiva italiana (Bitonto, n. 1981)
- Bianca Jagger, attrice, ex modella e attivista nicaraguense (Managua, n. 1945)
- Bianca Kajlich, attrice statunitense (Seattle, n. 1977)
- Bianca Lawson, attrice statunitense (Los Angeles, n. 1979)
- Bianca Manenti, attrice italiana
- Bianca Marroquín, attrice, cantante e ballerina messicana (Matamoros, n. 1976)
- Bianca Panconi, attrice e modella italiana (Firenze, n. 2000)
- Bianca Rinaldi, attrice brasiliana (San Paolo, n. 1974)
- Michela Roc, attrice italiana (Latina, n. 1941 - Roma, † 2013)
- Bianca Santos, attrice e produttrice cinematografica statunitense (Santa Monica, n. 1990)
- Bianca Sollazzo, attrice italiana (Napoli, n. 1922 - Castel Volturno, † 2011)
- Bianca Stagno Bellincioni, attrice e soprano italiana (Budapest, n. 1888 - Milano, † 1980)
- Bianca Toccafondi, attrice italiana (Firenze, n. 1922 - Monterotondo, † 2004)

## Attrici teatrali(3)
- Bianca Iggius, attrice teatrale italiana (Firenze, n. 1869 - Ferrara, † 1944)
- Bianca Maria Pirazzoli, attrice teatrale e regista teatrale italiana (Bologna, n. 1951 - Bologna, † 1998)
- Bianca Maria Vaglio, attrice teatrale e sceneggiatrice italiana (Napoli)

## Bibliotecarie(1)
- Bianca Bruno, bibliotecaria e funzionaria italiana (Alessandria d'Egitto, n. 1880 - Roma, † 1948)

## Calciatrici(3)
- Bianca Giulia Bardin, calciatrice italiana (Thiene, n. 2000)
- Bianca Fallico, calciatrice italiana (Genova, n. 1999)
- Bianca Schmidt, calciatrice tedesca (Gera, n. 1990)

## Cantanti(4)
- Bianca Giovannini, cantante e cantautrice italiana (Roma, n. 1967)
- Bianca Mayer, cantante, musicista e pianista svizzera (Scuol, n. 1979)
- Bianca Ryan, cantante statunitense (Filadelfia, n. 1994)
- Bianca Shomburg, cantante tedesca (Hiddenhausen, n. 1974)

## Cestiste(3)
- Bianca Rossi, ex cestista italiana (Ponzano Veneto, n. 1954)
- Bianca Thomas, ex cestista statunitense (Henderson, n. 1988)
- Bianca Vescan, ex cestista rumena (Cluj-Napoca, n. 1978)

## Compositrici(1)
- Bianca Maria Meda, compositrice italiana (n. 1661 - † 1732)

## Critiche d'arte(1)
- Bianca Tosatti, critica d'arte italiana (Cento, n. 1948)

## Critiche letterarie(1)
- Bianca Ceva, critica letteraria e traduttrice italiana (Pavia, n. 1897 - Milano, † 1982)

## Danzatrici(1)
- Bianca Gallizia, ballerina e coreografa italiana (Milano, n. 1905 - † 2000)

## Filantrope(1)
- Bianca Teresa Massei Bonvisi, filantropa italiana (Badia di Cantignano, n. 1657 - Lucca, † 1714)

## Ginnaste(1)
- Bianca Ambrosetti, ginnasta italiana (Pavia, n. 1914 - Pavia, † 1928)

## Giornaliste(4)
- Bianca Berlinguer, giornalista e conduttrice televisiva italiana (Roma, n. 1959)
- Bianca Caterina Bizzarri, giornalista italiana (Adria, n. 1967)
- Bianca Maria Piccinino, giornalista, conduttrice televisiva e autrice televisiva italiana (Trieste, n. 1924)
- Brunella Gasperini, giornalista e scrittrice italiana (Milano, n. 1918 - Milano, † 1979)

## Golfiste(1)
- Bianca Pagdanganan, golfista filippina (Quezon City, n. 1997)

## Illustratrici(1)
- Bianca Bagnarelli, illustratrice e fumettista italiana (Milano, n. 1988)

## Insegnanti(1)
- Bianca Bianchi, insegnante, politica e scrittrice italiana (Vicchio, n. 1914 - Firenze, † 2000)

## Lunghiste(1)
- Bianca Stuart, lunghista bahamense (Nassau, n. 1988)

## Martelliste(1)
- Bianca Ghelber, martellista rumena (Roman, n. 1990)

## Modelle(3)
- Bianca Balti, supermodella italiana (Lodi, n. 1984)
- Bianca Beauchamp, modella e attrice pornografica canadese (Montréal, n. 1977)
- Bianca Gascoigne, modella e personaggio televisivo britannica (Hertfordshire, n. 1986)

## Multipliste(2)
- Bianca Erwee, ex multiplista sudafricana (Hoopstad, n. 1990)
- Bianca Salming, multiplista svedese (Söderort, n. 1998)

## Nobildonne(12)
- Bianca Luisa Emilia Allier, nobildonna italiana (Avignone, n. 1789 - Rocchette in Sabina, † 1854)
- Bianca Maria Scapardone, nobildonna italiana (Casale Monferrato - Milano, † 1526)
- Bianca Cappello, nobildonna italiana (Venezia, n. 1548 - Poggio a Caiano, † 1587)
- Bianca Maria III Doria, nobildonna italiana (Genova, n. 1763 - Napoli, † 1829)
- Bianca d'Este, nobildonna italiana (n. 1440 - Mirandola, † 1506)
- Bianca Lancia, nobildonna italiana (Gioia del Colle)
- Bianca Maria Aloisia Malaspina, nobildonna italiana (Fosdinovo - Fosdinovo, † 1690)
- Bianca de' Medici, nobildonna italiana (Firenze, n. 1445 - † 1505)
- Bianca Pellegrini, nobildonna italiana (Como, n. 1417 - Torrechiara)
- Bianca Ponzoni, nobildonna italiana (Cremona - Cremona, † 1558)
- Bianca Giovanna Sforza, nobildonna italiana (n. 1482 - Milano, † 1496)
- Bianca di Coucy, nobildonna francese († 1437)

## Nobili(10)
- Bianca Bentivoglio, nobile (n. 1467 - Modena, † 1519)
- Bianca di Monferrato, nobile italiana (Casale Monferrato, n. 1472 - Torino, † 1519)
- Bianca Riario, nobile italiana (Roma, n. 1478 - Firenze)
- Bianca Maria Sforza di Caravaggio, nobile italiana (Milano, n. 1697 - Milano, † 1717)
- Bianca Maria Sforza, nobile italiana (Milano, n. 1472 - Innsbruck, † 1510)
- Bianca Maria di Sinzendorf-Neuburg, nobile italiana (Milano, n. 1717 - Milano, † 1783)
- Bianca di Valois, nobile francese (n. 1316 - Praga, † 1348)
- Bianca Maria Visconti, nobile italiana (Settimo Pavese, n. 1425 - Melegnano, † 1468)
- Bianca de la Cerda, nobile spagnola (n. 1311 - † 1341)
- Bianca di Lancaster, nobile inglese (n. 1345 - † 1369)

## Nuotatrici(1)
- Bianca Lokar, nuotatrice italiana (Trieste, n. 1915 - Trieste, † 2012)

## Pallamaniste(1)
- Bianca Del Balzo, pallamanista italiana (n. 1996)

## Pallavoliste(3)
- Bianca Lapini, pallavolista italiana (Arezzo, n. 2002)
- Bianca Rivera, ex pallavolista portoricana (San Juan, n. 1987)
- Bianca Rowland, ex pallavolista statunitense (Everett, n. 1990)

## Partigiane(1)
- Bianca Guidetti Serra, partigiana, avvocata e politica italiana (Torino, n. 1919 - Torino, † 2014)

## Patriote(1)
- Bianca Milesi, patriota, scrittrice e pittrice italiana (Milano, n. 1790 - Parigi, † 1849)

## Pattinatrici di short track(1)
- Bianca Walter, pattinatrice di short track tedesca (Dresda, n. 1990)

## Pilote automobilistiche(1)
- Bianca Bustamante, pilota automobilistica filippina (Manila, n. 2005)

## Pittrici(1)
- Bianca Giovannini, pittrice e incisore italiana (Bologna - Bologna, † 1744)

## Poetesse(4)
- Bianca Borsatti, poetessa italiana (Claut, n. 1941)
- Tomaso Binga, poetessa e performance artist italiana (Salerno, n. 1931)
- Bianca Laura Saibante, poetessa e letterata italiana (Rovereto, n. 1723 - Rovereto, † 1797)
- Bianca Tarozzi, poetessa e scrittrice italiana (Bologna, n. 1941)

## Politiche(5)
- Bianca Bianchini, politica italiana (Morbegno, n. 1951)
- Bianca Maria Fiorillo, politica italiana (Venezia, n. 1945 - Venezia, † 2021)
- Bianca Gelli, politica e psicoterapeuta italiana (Lecce, n. 1933 - Lecce, † 2023)
- Bianca Laura Granato, politica italiana (Catanzaro, n. 1970)
- Bianca Pittoni, politica italiana (Trieste, n. 1904 - Parigi, † 1993)

## Principesse(10)
- Bianca di Navarra, principessa spagnola (Navarra, n. 1177 - † 1229)
- Bianca di Francia, principessa francese (Giaffa, n. 1253 - Parigi, † 1320)
- Bianca di Navarra, principessa (n. 1226 - Hédé, † 1283)
- Bianca di Francia, principessa francese (Parigi, n. 1278 - Vienna, † 1305)
- Bianca di Francia, principessa francese (Châteauneuf-sur-Loire, n. 1328 - Vincennes, † 1393)
- Bianca di Trastámara, principessa spagnola (Olite, n. 1424 - Orthez, † 1464)
- Bianca di Castiglia, principessa (Alcocer - Burgos, † 1375)
- Bianca d'Aragona, principessa (n. 1342 - † 1370)
- Bianca di Borbone-Spagna, principessa spagnola (Graz, n. 1868 - Viareggio, † 1949)
- Bianca di Lancaster, principessa inglese (Peterborough, n. 1392 - Haguenau, † 1409)

## Produttrici cinematografiche(1)
- Bianca Lattuada, produttrice cinematografica italiana (Milano, n. 1912 - Milano, † 2005)

## Rapper(1)
- Bia, rapper e cantante statunitense (Medford, n. 1991)

## Registe(1)
- Bianca Virginia Camagni, regista, attrice e produttrice cinematografica italiana (Milano, n. 1885 - Canzo, † 1960)

## Schermitrici(2)
- Bianca Del Carretto, ex schermitrice italiana (Rapallo, n. 1985)
- Bianca Pascu, schermitrice rumena (Brașov, n. 1988)

## Sciatrici alpine(2)
- Bianca Venier, ex sciatrice alpina austriaca (n. 1996)
- Bianca Bakke Westhoff, sciatrice alpina olandese (n. 2000)

## Scrittrici(4)
- Bianca Bellová, scrittrice ceca (Praga, n. 1970)
- Bianca Garavelli, scrittrice e critica letteraria italiana (Vigevano, n. 1958 - Vigevano, † 2021)
- Bianca Garufi, scrittrice, poetessa e psicoanalista italiana (Roma, n. 1918 - Roma, † 2006)
- Bianca Pitzorno, scrittrice, autrice televisiva e traduttrice italiana (Sassari, n. 1942)

## Scultrici(1)
- Bianca Orsi, scultrice italiana (Salsomaggiore Terme, n. 1915 - Milano, † 2016)

## Snowboarder(1)
- Bianca Gisler, snowboarder svizzera (Samedan, n. 2003)

## Soprani(2)
- Bianca Donadio, soprano francese (Francia, n. 1849 - Quinéville, † 1911)
- Bianca Scacciati, soprano italiano (Firenze, n. 1894 - Brescia, † 1948)

## Sovrane(8)
- Bianca di Castiglia, regina (Palencia, n. 1188 - Parigi, † 1252)
- Bianca di Borgogna, regina (Saint-Ouen-l'Aumône, † 1326)
- Bianca di Navarra, regina francese (n. 1333 - Neaufle-le-Chatel, † 1398)
- Bianca di Namur, regina (Namur, n. 1316 - Copenaghen, † 1363)
- Bianca di Borbone, regina (Vincennes, n. 1339 - Medina-Sidonia, † 1361)
- Bianca di Napoli, regina (Napoli, n. 1280 - Barcellona, † 1310)
- Bianca di Navarra, regina (Pamplona, n. 1387 - Santa María la Real de Nieva, † 1441)
- Bianca di Savoia, sovrana italiana (Chambéry, n. 1336 - Pavia, † 1387)

## Taekwondoka(1)
- Bianca Walkden, taekwondoka britannica (Liverpool, n. 1991)

## Tenniste(3)
- Bianca Andreescu, tennista canadese (Mississauga, n. 2000)
- Bianca Botto, ex tennista peruviana (Lima, n. 1991)
- Bianca Fernandez, tennista canadese (Montréal, n. 2004)

## Veliste(1)
- Bianca Caruso, velista italiana (Roma, n. 1996)

## Velociste(2)
- Bianca Knight, velocista statunitense (Jackson, n. 1989)
- Bianca Williams, velocista britannica (n. 1993)

## Wrestler(1)
- Bianca Belair, wrestler statunitense (Knoxville, n. 1989)

## Senza attività specificata(4)
- Bianca d'Artois, contessa (n. 1248 - Parigi, † 1302)
- Bianca Garcés di Navarra (Laguardia, n. 1137 - † 1156)
- Bianca di Napoli (n. 1250 - † 1269)
- Bianca di Borgogna, contessa (n. 1288 - Digione, † 1348)